# Harmony (Carolina del Nord)
Harmony és una població dels Estats Units a l'estat de Carolina del Nord. Segons el cens del 2000 tenia 526 habitants.

## Demografia
Segons el cens del 2000, Harmony tenia 526 habitants, 206 habitatges i 150 famílies. La densitat de població era de 147,2 habitants per km².
Dels 206 habitatges en un 32% hi vivien nens de menys de 18 anys, en un 55,8% hi vivien parelles casades, en un 13,1% dones solteres, i en un 26,7% no eren unitats familiars. En el 24,3% dels habitatges hi vivien persones soles el 10,2% de les quals corresponia a persones de 65 anys o més que vivien soles. El nombre mitjà de persones vivint en cada habitatge era de 2,55 i el nombre mitjà de persones que vivien en cada família era de 3,03.
Per edats la població es repartia de la següent manera: un 25,1% tenia menys de 18 anys, un 8,9% entre 18 i 24, un 30,4% entre 25 i 44, un 23,4% de 45 a 60 i un 12,2% 65 anys o més.
L'edat mediana era de 36 anys. Per cada 100 dones de 18 o més anys hi havia 89,4 homes.
La renda mediana per habitatge era de 30.972 $ i la renda mediana per família de 41.042 $. Els homes tenien una renda mediana de 30.139 $ mentre que les dones 22.708 $. La renda per capita de la població era de 15.591 $. Entorn del 6,5% de les famílies i el 10,9% de la població estaven per davall del llindar de pobresa.

## Poblacions més properes
El següent diagrama mostra les poblacions més properes.